# Карнейру де Моура, Клементина
Клементина Карнейру де Моура (порт. Clementina Carneiro de Moura; 25 сентября 1898, Лиссабон, Португалия — 18 июля 1992, там же) — португальская художница-модернист, педагог.
Мать карикатуриста Жоао Абеля Манта.

## Биография
В 1920 году окончила курсы рисования в Лиссабонской школе изящных искусств. Ученица португальского художника-реалиста Колумбану Бордалу Пиньейру. Посетила Париж.
Бо́льшую часть жизни работала школьным учителем, одновременно занимаясь искусством. Начиная с 1920 года принимала участие в многочисленных выставках, в частности в выставках Национального общества изобразительных искусств. В 1940 году участвовала в оформлении Восточного павильона на Всемирной португальской выставке (Exposição do Mundo Português) под Лиссабоном.
В 1947 году путешествовала по всей Португалии, исследуя национальное декоративное искусство, в частности изготовление одеял, вышивок и традиционных кружев. Автор нескольких книг на тему вышивки шёлком.
Художница-портретистка, пейзажистка, мастер натюрморта и печворка.
В 1940-х—1950-х годах — антифашистка, участница Португальского женского движения за мир.

## Награды
- Офицер Португальского Ордена Народного образования.